# Condado de Hamilton (Illinois)
El condado de Hamilton (en inglés: Hamilton County), fundado en 1821, es uno de 102 condados del estado estadounidense de Illinois. En el año 2000, el condado tenía una población de 8621 habitantes y una densidad poblacional de 8 personas por km². La sede del condado es McLeansboro. El condado recibe su nombre en honor a Alexander Hamilton. El condado forma parte del área metropolitana de Mount Vernon.

## Geografía
Según la Oficina del Censo, el condado tiene un área total de 1129 km² (435,9 mi²), de la cual 1127 km² (435,1 mi²) es tierra y 2 km² (0,772200772201 mi²) (0.15%) es agua.

### Condados adyacentes
- Condado de Wayne (norte)
- Condado de White (este)
- Condado de Gallatin (sureste)
- Condado de Saline (sur)
- Condado de Franklin (oeste)
- Condado de Jefferson (noroeste)

## Demografía
Según la Oficina del Censo en 2000, los ingresos medios por hogar en el condado eran de $30 496, y los ingresos medios por familia eran $37 651. Los hombres tenían unos ingresos medios de $31 864 frente a los $17 977 para las mujeres. La renta per cápita para el condado era de $16 262. Alrededor del 12.90% de la población estaban por debajo del umbral de pobreza.

## Transporte

### Autopistas principales
- Ruta de Illinois 14
- Ruta de Illinois 142
- Ruta de Illinois 242

## Municipalidades

### Ciudades
- Belle Prairie City
- Broughton
- Dahlgren
- Macedonia (pequeña parte en el condado de Franklin)
- McLeansboro

### Áreas no incorporadas
- Aden
- Blairsville (Flannigan's Store)
- Braden
- Bungay
- Dale (Dales)
- Delafield
- Diamond City
- Feakeyville
- Flint (pueblo fantasma)
- Garrison
- Hoodville
- Jefferson City, IL (pueblo fantasma cerca de Bungay)
- Logansport, IL
- Lovilla (pueblo fantasma cerca de Dahlgren)
- New Bremen (véase Piopolis)
- Olga
- Piopolis
- Rectorville (se convirtió en Broughton)
- Slapout (pueblo fantasma)
- Thackeray
- Thurber
- Tucker's Corner
- Walpole

### Municipios
El condado de Hamilton está dividido en 12 municipios:
| - Beaver Creek - Crook - Crouch - Dahlgren - Flannigan - Knights Prairie | - Mayberry - McLeansboro - South Crouch - South Flannigan - South Twigg - Twigg |